# Liste der Bodendenkmäler in Kettershausen
Auf dieser Seite sind die Bodendenkmäler in der schwäbischen Gemeinde Kettershausen zusammengestellt. Diese Tabelle ist eine Teilliste der Liste der Bodendenkmäler in Bayern. Grundlage ist die Bayerische Denkmalliste, die auf Basis des Bayerischen Denkmalschutzgesetzes vom 1. Oktober 1973 erstmals erstellt wurde und seither durch das Bayerische Landesamt für Denkmalpflege geführt wird. Die folgenden Angaben ersetzen nicht die rechtsverbindliche Auskunft der Denkmalschutzbehörde.

## Bodendenkmäler in Kettershausen
| Lage                    | Objekt                                                                                      | Akten-Nr.     | Bild |
| ----------------------- | ------------------------------------------------------------------------------------------- | ------------- | ---- |
| (Standort)              | Burgstall des Mittelalters.                                                                 | D-7-7727-0001 |      |
| (Standort)              | Mittelalterliche und frühneuzeitliche Befunde im Bereich der Kath. Pfarrkirche St. Vitus    | D-7-7727-0082 |      |
| (Standort)              | Mittelalterliche und frühneuzeitliche Befunde im Bereich der Kath. Pfarrkirche St. Agatha   | D-7-7727-0084 |      |
| (Standort)              | Burgstall des Mittelalters.                                                                 | D-7-7727-0119 |      |
| (Standort)              | Burgstall des Mittelalters.                                                                 | D-7-7827-0001 |      |
| Mohrenhausen (Standort) | Burgstall des Mittelalters.                                                                 | D-7-7827-0004 |      |
| (Standort)              | Burgstall des Mittelalters.                                                                 | D-7-7827-0005 |      |
| (Standort)              | Viereckschanze der jüngeren Latènezeit.                                                     | D-7-7827-0006 |      |
| (Standort)              | Siedlung der Bronze- oder Urnenfelderzeit.                                                  | D-7-7827-0034 |      |
| (Standort)              | Siedlung der Bronze- oder Urnenfelderzeit und der Latènezeit.                               | D-7-7827-0035 |      |
| (Standort)              | Mittelalterliche und frühneuzeitliche Befunde im Bereich der Kath. Pfarrkirche St. Michael  | D-7-7827-0051 |      |
| (Standort)              | Mittelalterliche und frühneuzeitliche Befunde im Bereich der Kath. Filialkirche             | D-7-7827-0074 |      |
| (Standort)              | Mittelalterliche und frühneuzeitliche Befunde im Bereich der Kath. Pfarrkirche St. Leonhard | D-7-7827-0076 |      |
| (Standort)              | Siedlung der Hallstattzeit.                                                                 | D-7-7827-0093 |      |